# Sanex (schaatsploeg)
De Sanex-schaatsploeg was de eerste commerciële schaatsploeg die tussen 1995 en 2000 fungeerde. Na 2000 nam de verzekeringsmaatschappij TVM de sponsoring over en ontstond het TVM-team.

## Ontstaan
Schaatser Rintje Ritsma wilde rond 1995 niet langer schaatsen voor de KNSB in een kernploeg. Zijn zaakwaarnemer Patrick Wouters had contact met Marcel Willems, de toenmalige Brand Manager van Sanex, en die hebben toen een sponsor-overeenkomst gesloten. Sanex was indertijd een nieuw maar groeiend merk, dat voornamelijk door vrouwen werd gebruikt, vanwege de positionering dat het de huid gezond houdt. De sponsoring van Rintje was uitermate succesvol voor Sanex; het verhoogde de naamsbekendheid, het trok mannelijke gebruikers aan zonder de vrouwelijke gebruikers te verliezen, en het marktaandeel van Sanex in shower gel en deodorant ging significant omhoog. Ritsma werd het boegbeeld van de ploeg en al gauw volgden diverse reclamecampagnes. Tussen 1995 en 1998 was Wopke de Vegt de coach van Ritsma.

## Voormalige langebaanschaatsers
Heren:
- Rintje Ritsma (1995-2000 → TVM)
- Arjan Schreuder (1996-1997)
- André Vreugdenhil (1997-1999)
- Martin Hersman (1998-2000 → TVM)
- Gerard van Velde (1999-2000 → TVM)

Dames:
- Frouke Oonk (1998-2000)
- Marianne Timmer (1998-2000)